# ويليام بيشوب
ويليام بيشوب (بالإنجليزية: William Bishop)‏ هو ممثل أمريكي، ولد في 16 يوليو 1918 في الولايات المتحدة، وتوفي بنفس المكان في 3 أكتوبر 1959.

## وصلات خارجية
- ويليام بيشوب على موقع IMDb (الإنجليزية)
- ويليام بيشوب على موقع ألو سيني (الفرنسية)
- ويليام بيشوب على موقع أول موفي (الإنجليزية)
- ويليام بيشوب على موقع قاعدة بيانات برودواي على الإنترنت (الإنجليزية)
- ويليام بيشوب على موقع قاعدة بيانات الأفلام السويدية (السويدية)
- ويليام بيشوب على موقع إن إن دي بي (الإنجليزية)
- ويليام بيشوب على موقع قاعدة بيانات الفيلم (الإنجليزية)
- ويليام بيشوب على موقع كينوبويسك (الروسية)